# Honoré Daumier
Honoré Daumier (26 tháng 2 1808 - 10 tháng 2 1879) là một họa sĩ, nhà biếm họa, nhà điêu khắc người Pháp, ông sáng tác rất nhiều tác phẩm phản ánh đời sống xã hội và chính trị Pháp thế kỷ 19.
Trong cuộc đời mình, Daumier đã sản xuất trên 4000 tác phẩm in thạch bản và ông cũng rất nổi tiếng với các bức vẽ biếm họa của các nhân vật chính trị cũng như những châm biếm về hành vi của những người đồng hương. Giá trị các tác phẩm hội họa của ông cũng được công nhận rộng rãi.

## Tác phẩm

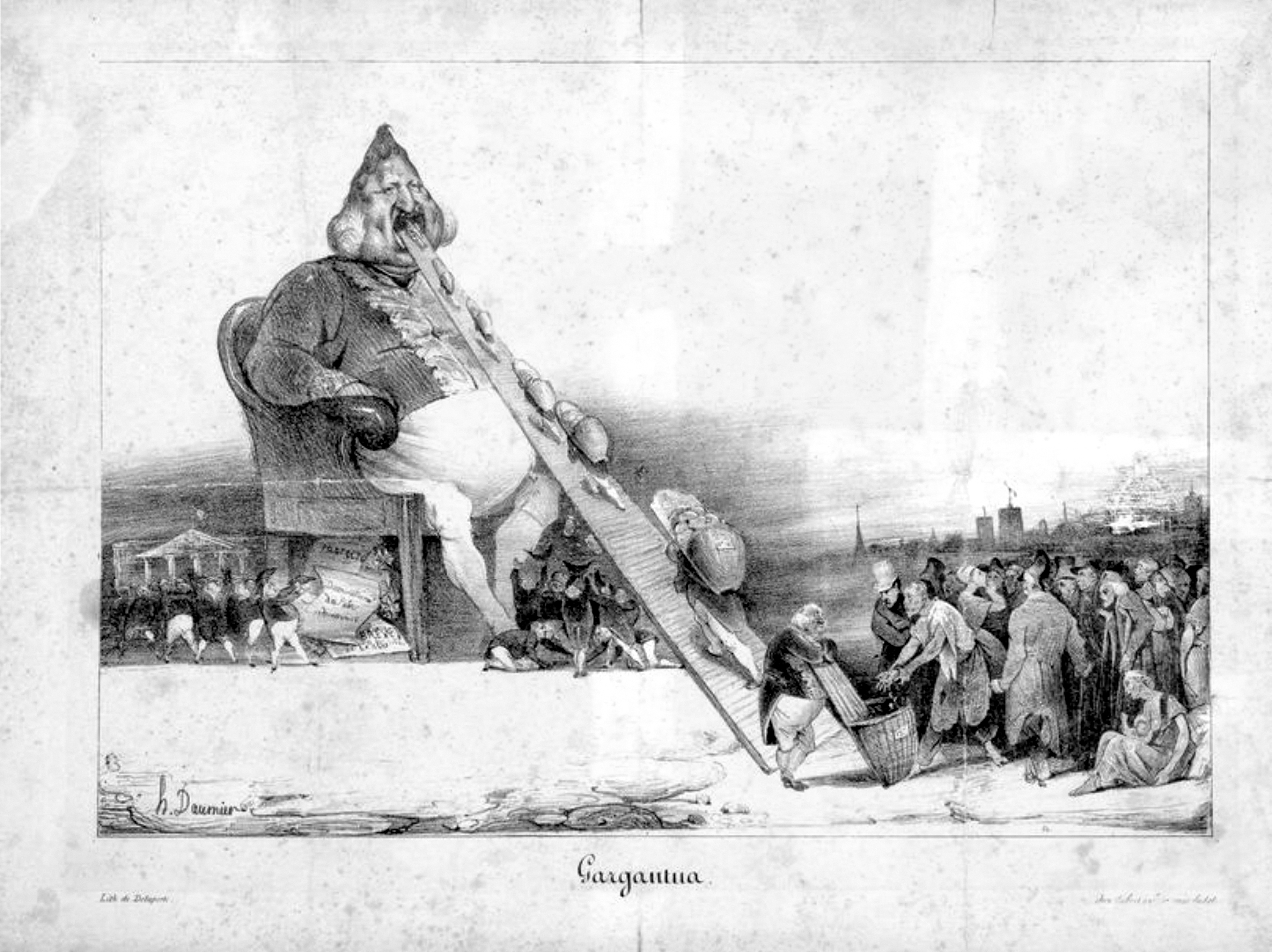
Gargantua.
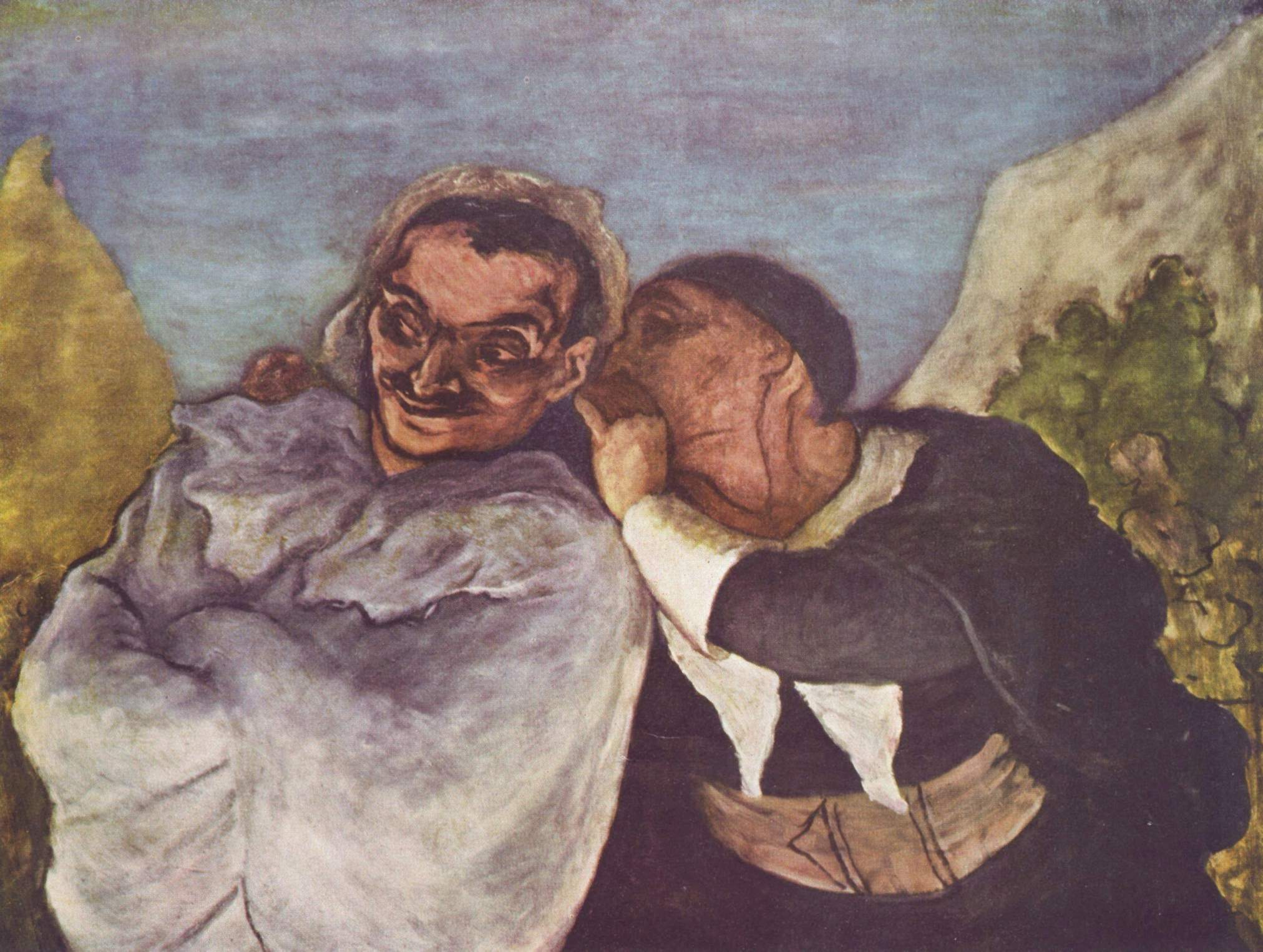
Crispin and Scapin, 1858-1860.
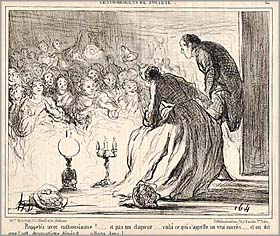
Les Comediens de Société.
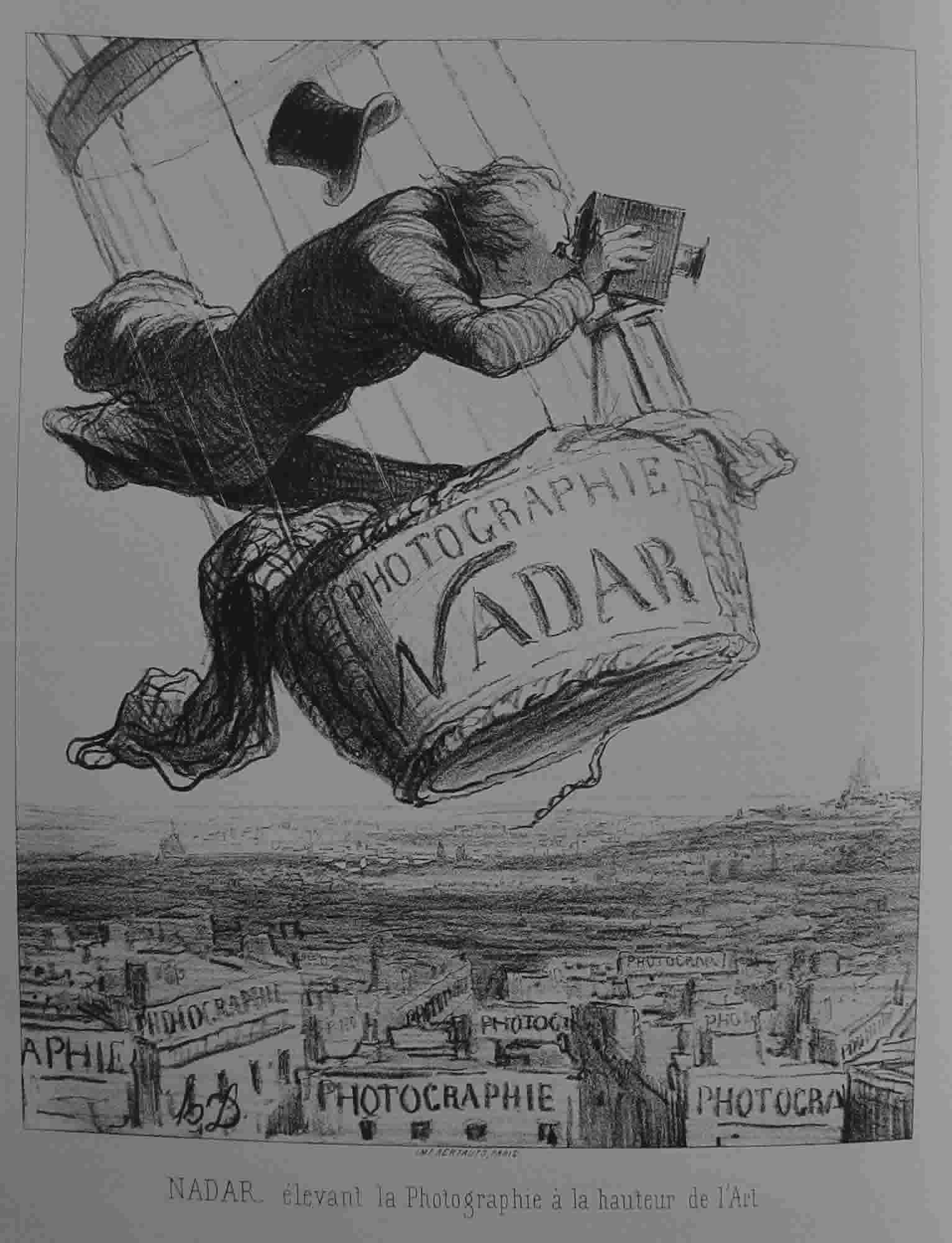
"NADAR élevant la Photographie à la hauteur de l'Art" (NADAR elevating Photography to Art).
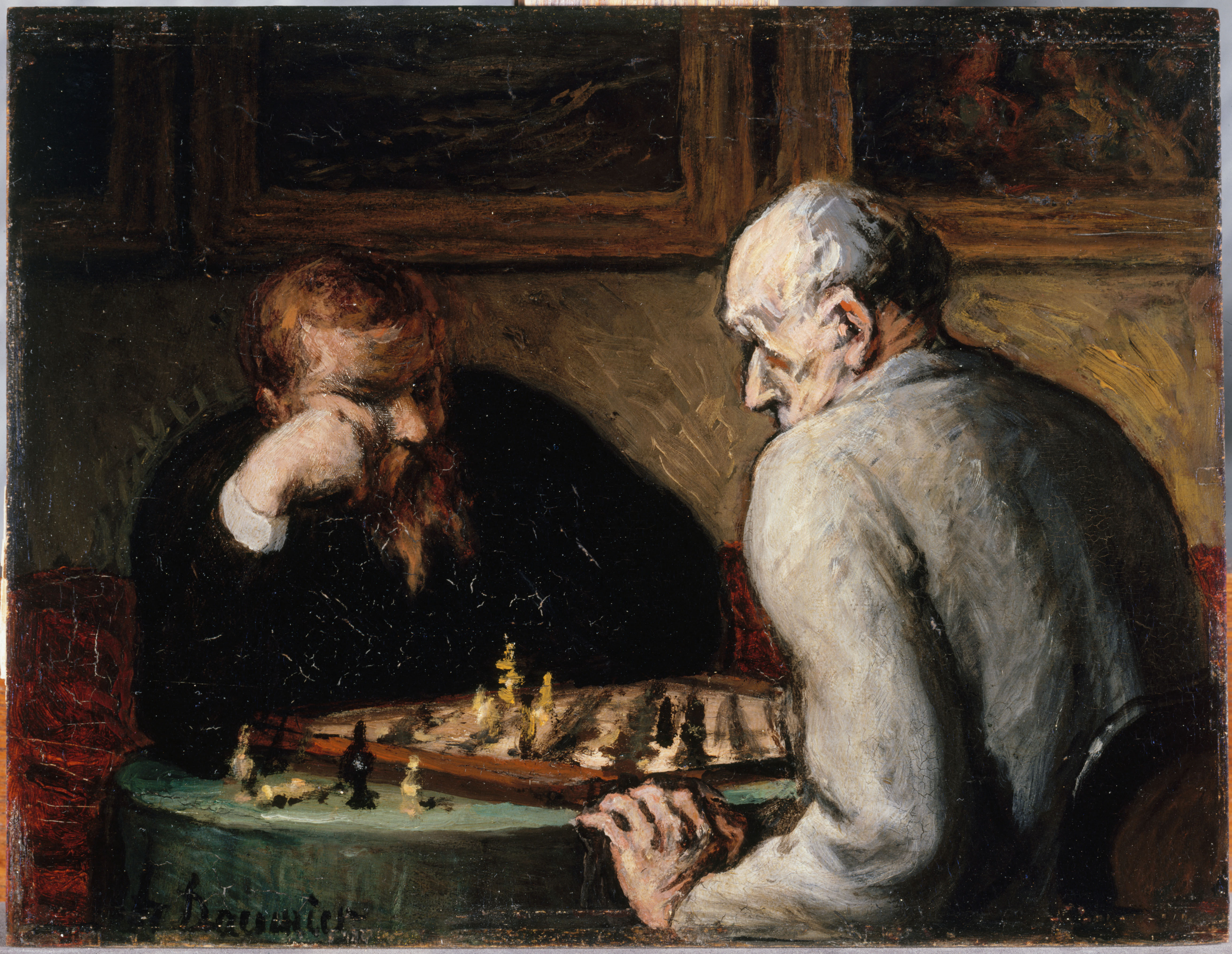
Les Joueurs d'échecs (The chess players), 1863.
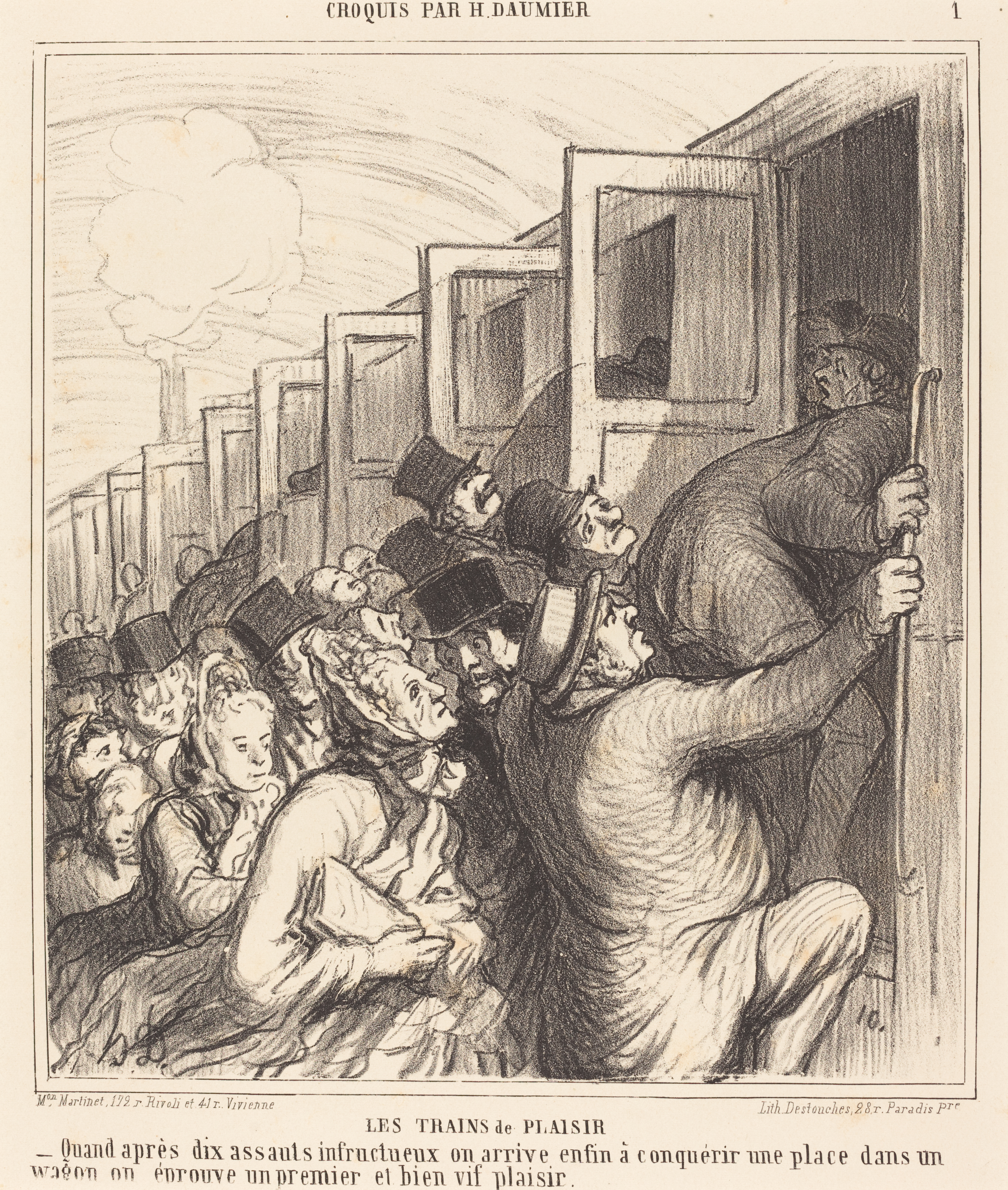
Les Trains de Plaisir (The trains of pleasure).
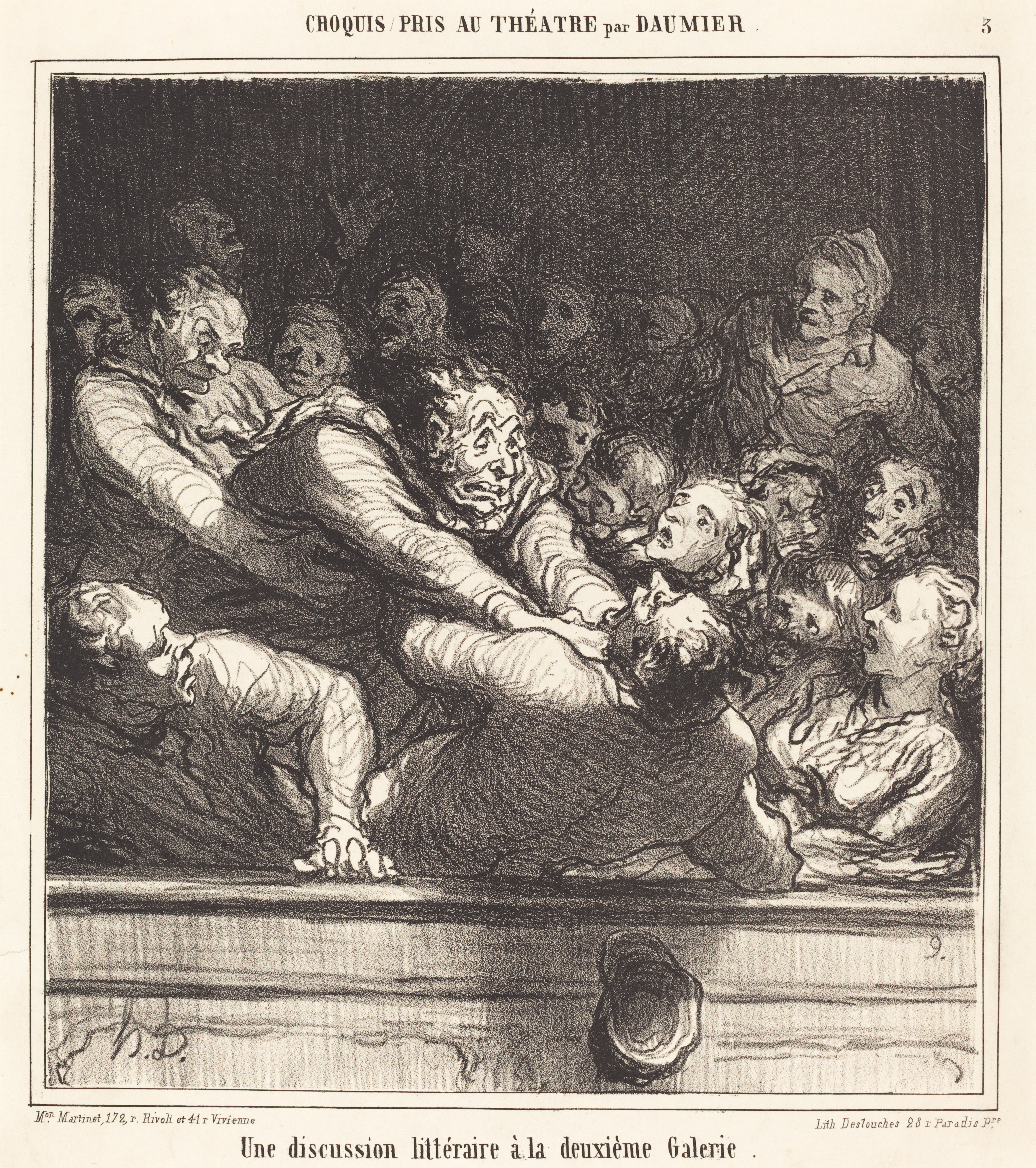
Une discussion littéraire à la deuxième Galerie (A literary discussion at the second gallery).
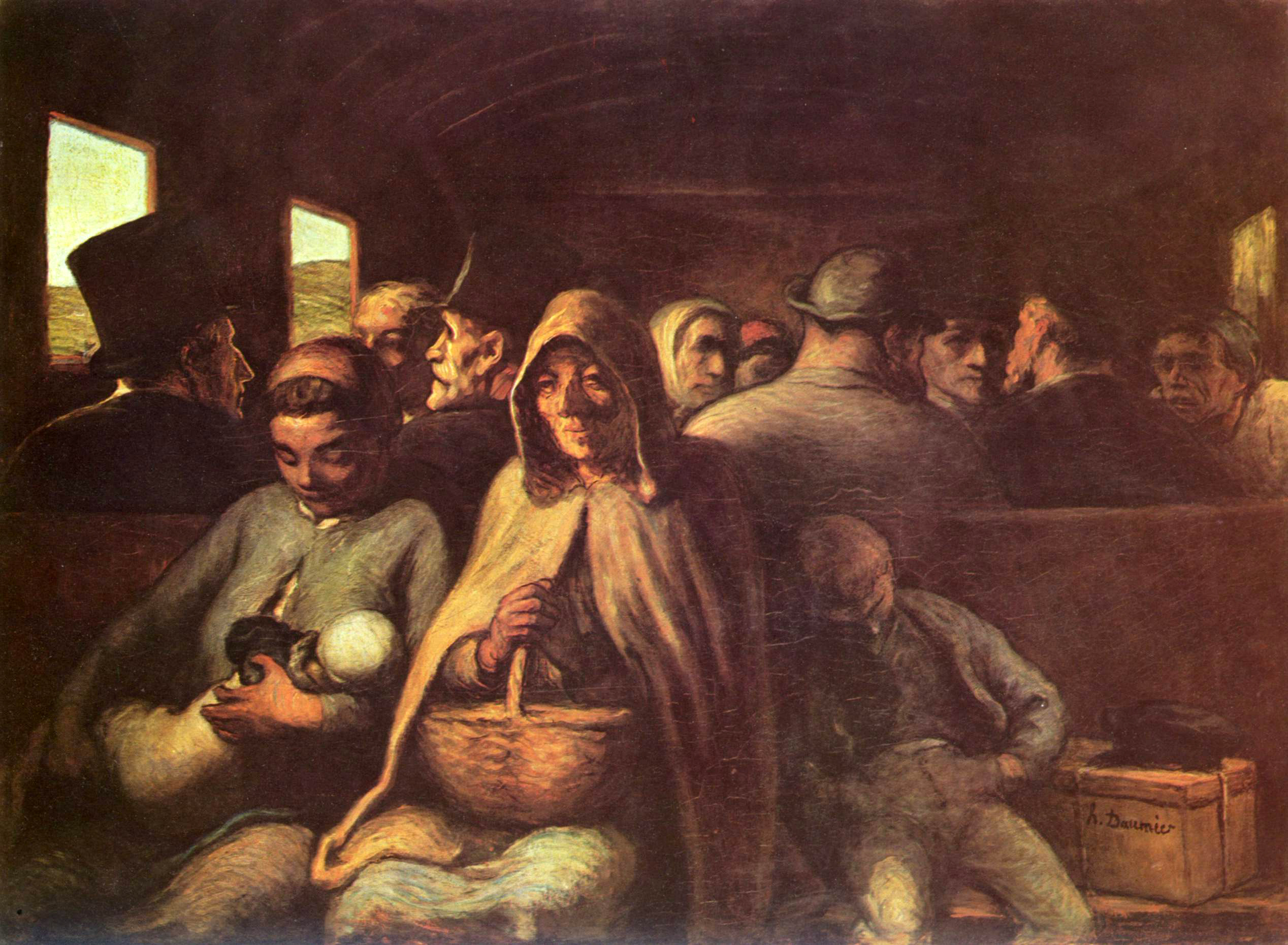
Le Wagon de troisième classe (The third-class wagon), 1864.
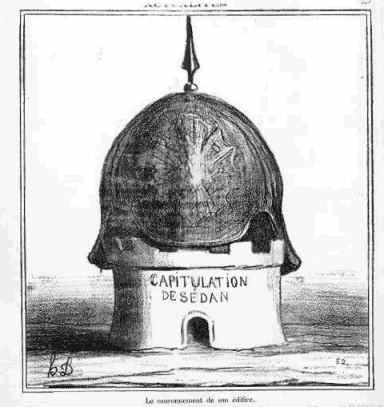
La capitulation de Sedan (The capitulation of Sedan).
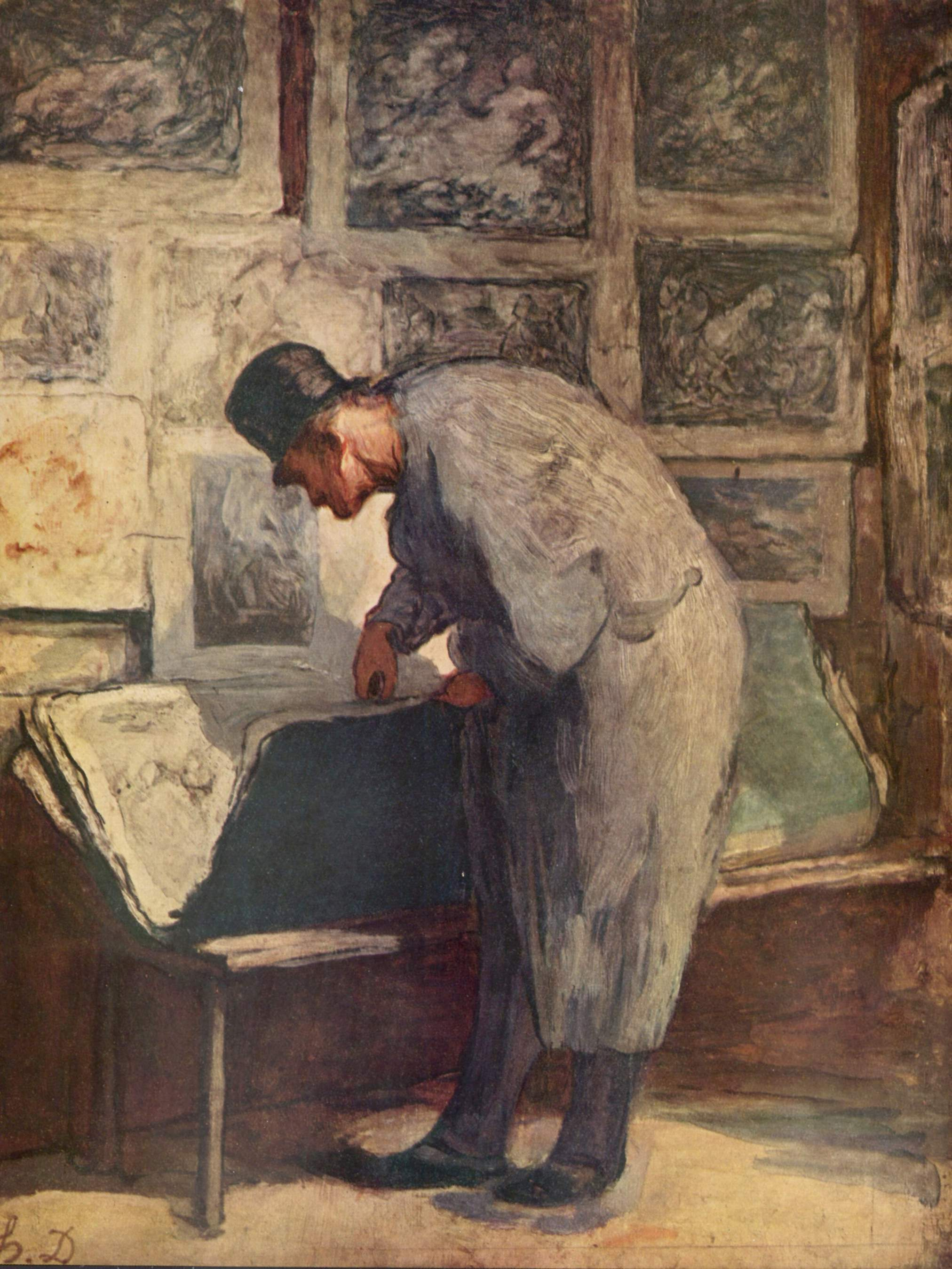
The Print Lover.
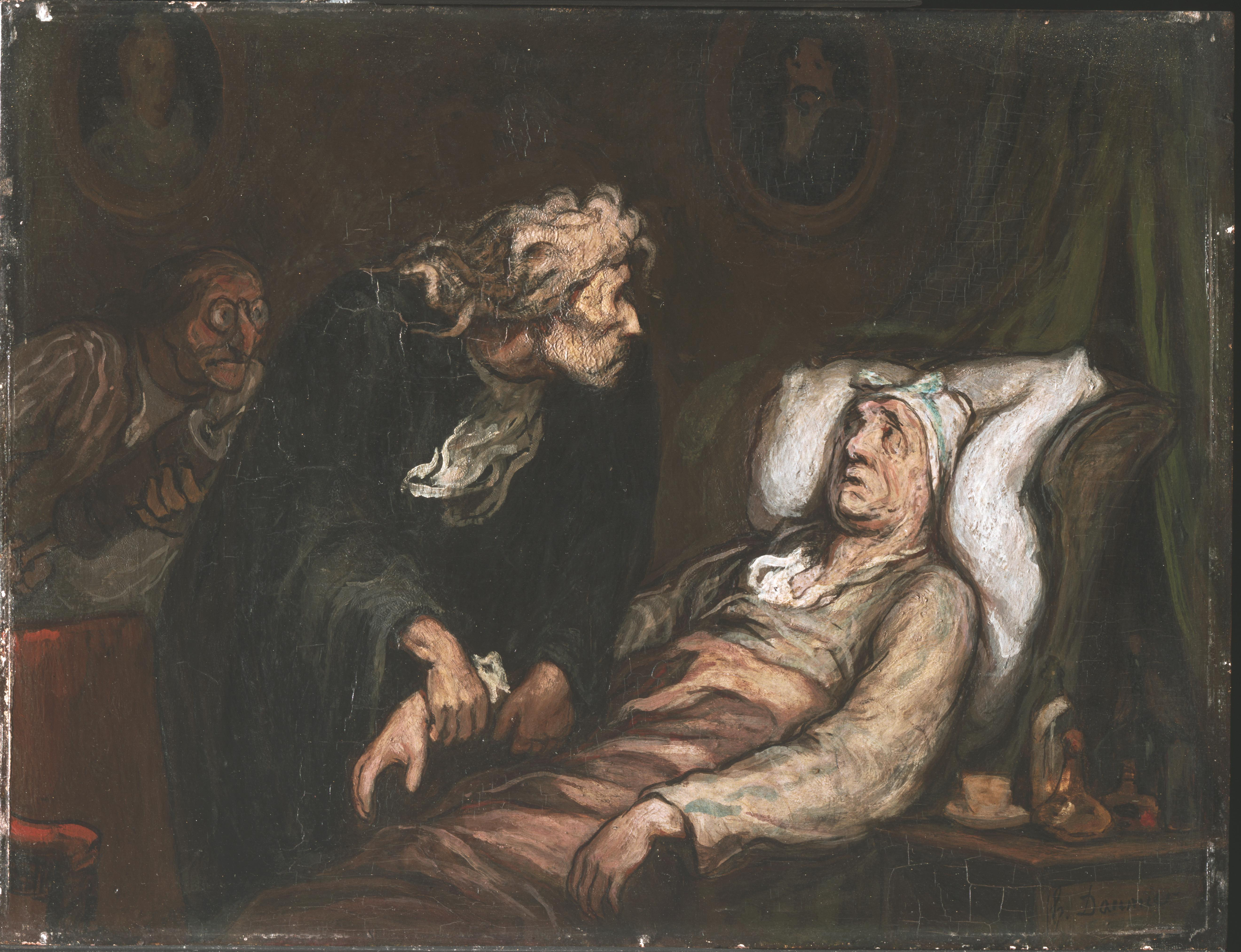
The Imaginary Malady.
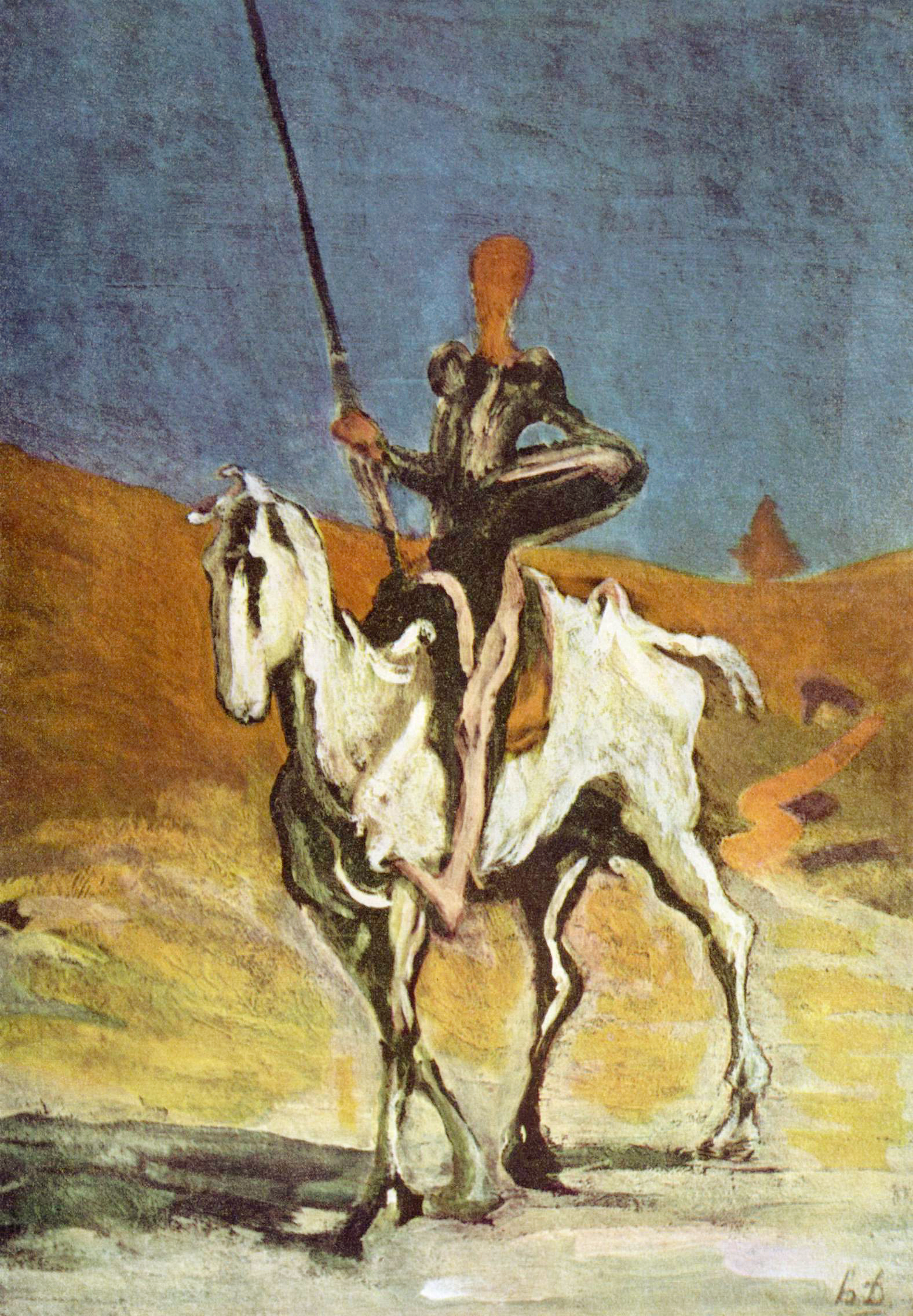
Don Quijote (1868)